# Metopidiothrix samuelsonorum
Metopidiothrix samuelsonorum är en mångfotingart som först beskrevs av Jean-Paul Mauriès 1978.  Metopidiothrix samuelsonorum ingår i släktet Metopidiothrix och familjen Metopidiotrichidae. Inga underarter finns listade i Catalogue of Life.